# Furn el Chebbak - Ain el Remmaneh - Tehwitat el Nahr
Furn el Chebbak - Ain el Remmaneh - Tehwitat el Nahr è un comune (municipalité) del Libano situato nel distretto di Baabda, governatorato del Monte Libano.